# Blatni vulkani v občini Berca
Blatni vulkani v občini Berca (Vulcanii Noroioși de la Pâclele Mici) so v geološkem in botaničnem rezervatu v občini Scorțoasa pri občini Berca v okrožju Buzău v Romuniji. To so majhne vulkanske strukture, visoke nekaj metrov zaradi izbruhanega blata in naravnih plinov.

## Geološki pojav
Ker plini izbruhnejo iz globine okoli 3000 metrov skozi podzemne sloje gline in vode, proti površini potisnejo podzemno slano vodo in blato, tako da se preliva skozi usta vulkanov, medtem ko plin uhaja v obliki mehurčkov. Blato se na površini posuši in ustvari razmeroma trdno stožčasto strukturo, ki spominja na pravi vulkan. Blato je hladno, saj izhaja iz notranjosti Zemljine kontinentalne skorje in ne iz plašča.
Rezervat je nekaj posebnega. Podobni vulkani so tudi drugod po Evropi, v Italiji (severni Apenini in na Sicilija), v Ukrajini (na polotoku Kerč), v Rusiji (Tamanski polotok) in v Azerbajdžanu.

## Plini
Znanih je več lokacij (glavni sta Pâcelele Mari in Pâcelele Mici). Analiza plina kaže, da se sestava razlikuje, a v glavnem so metan, 10–25 % helija in 2–15 % dušika, odkrili so tudi nekaj ogljikovega dioksida.

## Rastlinstvo
Blatni vulkani ustvarjajo čudno lunarno pokrajin, ker ni rastlin okoli stožcev. Vegetacija je redka, saj je zemlja zelo slana in v takih razmerah lahko preživi le nekaj rastlin. Taki sta zelo redki vrsti Nitraria schoberi in Obione verrucifera.

## Turizem
Pojav je mogoče opazovati na dveh različnih lokacijah v bližini občine Berca, ki so jih imenovali Mali blatni vulkani in Veliki blatni vulkani. Obkroženi so s strugami vodotokov. 

## Galerija
- Pogled na blato
- Blatni tok v strugi
- Majhen, a še dejaven blatni vulkan
- Vegetacija
- Tekoče blato
- Mehurček plina izhaja iz ustja vulkana
- Pokrajina
- Kanal blata
- Pokrajina, ki so jo oblikovali blatni tokovi